# Sanal Edamaruku
Sanal Edamaruku (født 26. maj 1955 i Thodupuzha, Kerala, Indien) er en indisk forfatter og rationalist. Han er grundlægger og redaktør på Rationalist International, præsident i Indian Rationalist Association, og forfatter af mere end femogtyve bøger og artikler. I 2012 blev Edamaruku anklaget for blasfemi af en gruppe katolikker som var utilfredse med hans rolle i undersøgelsen af et påstået "mirakel" der skulle have fundet sted i en lokal kirke i Mumbai. Sanal Edamaruku emigrerede efterfølgende til Finland for at undgå retsforfølgelse.